# Сан-Жуан-ду-Соту
Сан-Жуан-ду-Соту (порт. São João do Souto; МФА: [ˈsɐ̃w ʒu.ˈɐ̃w du ˈso.tu]) — парафія в Португалії, у муніципалітеті Брага. Розташована в північно-західній частині країни, на теренах історичної португальської провінції Дору-Міню. Входить до складу округу Брага. За адміністративним поділом, чинним до 1976 року, терени парафії були складовою провінції Міню. Належить до Бразької архідіоцезії Католицької церкви. Патрон — святий Іван. Площа — 0,2568 км². Населення — 725 ос. (2011). Сильно урбанізований регіон. Густота населення — 2823,21 осіб/км²
. Код — 030341.

## Населення
| Кількість мешканців | Кількість мешканців | Кількість мешканців | Кількість мешканців | Кількість мешканців | Кількість мешканців | Кількість мешканців | Кількість мешканців | Кількість мешканців | Кількість мешканців | Кількість мешканців | Кількість мешканців | Кількість мешканців | Кількість мешканців | Кількість мешканців |
| ------------------- | ------------------- | ------------------- | ------------------- | ------------------- | ------------------- | ------------------- | ------------------- | ------------------- | ------------------- | ------------------- | ------------------- | ------------------- | ------------------- | ------------------- |
| 1864                | 1878                | 1890                | 1900                | 1911                | 1920                | 1930                | 1940                | 1950                | 1960                | 1970                | 1981                | 1991                | 2001                | 2011                |
| 3 486               | 3 916               | 4 481               | 4 681               | 4 472               | 3 563               | 3 449               | 3 779               | 3 725               | 3 401               | 2 240               | 2 166               | 1 198               | 932                 | 725                 |